# 小沢健二
小沢 健二（おざわ けんじ、1968年4月14日 - ）は、日本のシンガーソングライターで、元フリッパーズ・ギターのメンバー。愛称はオザケン。神奈川県相模原市出身。所属レーベルはUNIVERSAL MUSIC JAPAN内のレーベルVirgin Music。所属事務所はドアノックミュージック。
東京大学文学部に在籍中に、中学時代の同級生である小山田圭吾らが結成したロリポップ・ソニックに参加。1989年にフリッパーズ・ギターに改名し、ポリスターからメジャーデビューするも1991年に解散。1993年にシングル『天気読み』で東芝EMIからソロデビューして以来、「ラブリー」や「カローラIIにのって」、スチャダラパーと共演した楽曲「今夜はブギー・バック」などのヒット曲を発表している。

## 来歴
1968年、神奈川県相模原市にてドイツ文学者の父・小澤俊夫と、心理学者の母・小沢牧子の次男として生まれ、父親の仕事の都合ですぐにドイツへと引っ越す。
和光中学校に入学後、小山田圭吾と出会う。系列の和光高等学校には進学せず、神奈川県立多摩高等学校を受験して進学。部活動ではバンドを組んでいた。一年間の浪人生活を経て、東京大学文科三類に入学した。
大学在学中からアマチュアバンド「ロリポップ・ソニック」で活動。1989年、プロデビューを果たすと同時に「フリッパーズ・ギター」と改名した。アマチュア時代から5人編成だったが、デビューしてすぐに小沢と小山田圭吾の2人編成となる。1991年10月にライブツアーとアルバム『DOCTOR HEAD'S WORLD TOWER -ヘッド博士の世界塔-』のリリースを経て解散。2022年に小沢は自らのTwitterアカウントで、解散の話を持ちかけたのは自分からだったと語っている。
1年間のブランクを経て、ソロで音楽活動を開始。1993年7月21日にシングル『天気読み』でデビュー。9月29日には1stアルバム『犬は吠えるがキャラバンは進む』をリリース。
1994年3月9日にヒップホップ・グループのスチャダラパーと共演したシングル『今夜はブギー・バック』をリリースし、50万枚を超えるヒットとなる。同年8月31日に2ndアルバム『LIFE』をリリース。同作はブラスやストリングスを取り入れたソウル調の楽曲が多く収録され、サウンド面には洋楽からの引用が見られることが特徴となっている。オリコン週間アルバムランキングでは最高位5位を獲得し、小沢の代表作の一つとなった。これと前後し、メディアでの軽快かつ知的で余裕のある振る舞いやファッションが支持され、「渋谷系の王子様」と称されるまでの人気を博すようになる。
1996年、ジャズテイストのミニアルバム『球体の奏でる音楽』をリリース。この年と前年には連続して『NHK紅白歌合戦』にも出場するも、1997年の野外フェスの出演の後、コンサート活動を休止する。その年のシングル『Buddy/恋しくて』を発表した頃には、小沢自身は「離脱」と称して音楽活動の休止を考えていたという。
一連のブームが沈静化した1998年、シングル『春にして君を想う』をリリース後約4年もの間音楽活動を休止し、活動拠点をニューヨークに移す。
2002年、ニューヨークで録音を行なったアルバム『Eclectic』をリリース。この前にモータウンと契約し、1999年にマーヴィン・ゲイの生誕60周年を記念したトリビュート・アルバム『Marvin is 60』の日本盤に「Got To Give It Up」の日本語詞カヴァーで参加した。
2006年3月8日、『Eclectic』以来約4年ぶりとなるオリジナル・アルバムとして、全曲ボーカルレスの『Ecology of Everyday Life 毎日の環境学』をリリース。エレクトロニカ、クラブ・ジャズ、ラウンジ・ミュージック、インストゥルメンタルR&B、アンビエントといったジャンルに分類される作風。参加ミュージシャンは、Vincent Chancey、Marty Ehrich、Erik Friedlander、Arron Heick、Steve Kahn、Steve Nelson、Adam Rogers、Benjamin Love、Kenny Seymourなどのジャズミュージシャンのほか、Mike Hampton（ファンカデリック）等のメンバーが名を連ねた。
1998年2月8日放送の番組『知ってるつもり?!』（淡谷のり子特集）にコメンテーターとして出演して以降、2014年まで16年間テレビ出演がなかった。一度は再開したかに見えたミュージシャンとしての活動も事実上引退状態となり、アメリカを生活の拠点に南米などで環境問題に基づくフィールドワークを行っていた。実際、たとえば父・小澤俊夫の責任編集による季刊誌『子どもと昔話』で小説『うさぎ!』を執筆しており、その内容は現代の資本主義末期の欺瞞に満ちた社会を風刺するもので、子どもたちが主人公となっている。ベネズエラのウゴ・チャベス大統領やプラスチックの再利用など、重いテーマが選ばれている。25号（2005年10月発売）から連載を開始し、1話目のみ公式サイトで公開されていたが、2007年に同サイトが閉鎖された。
2010年5月から13年ぶりのコンサートツアー『ひふみよ』を行うことを発表。自身のツアー直前に行われたスチャダラパー20周年記念ライブにゲスト出演しファンを驚かせた。7月6日にはオフィシャルサイトにて「シッカショ節」のライブ音源のダウンロード販売がスタートした。この曲は楽曲をダウンロード後、リスナーが自由に購入金額を設定し、指定の銀行口座に振り込むという“投げ銭式”が採用されている。
2011年11月29日にはUstreamの番組に登場しコンサート活動を発表、2012年3月から4月にかけて東京オペラシティを会場に『「東京の街が奏でる」』を全12回行った。
2014年3月20日には『森田一義アワー 笑っていいとも!』に「テレフォンショッキング」ゲストとして16年ぶりにテレビ出演し、「ぼくらが旅に出る理由」「さよならなんて云えないよ」「それはちょっと」「ドアをノックするのは誰だ?」の4曲をギターで弾き語り演奏した。
2015年3月29日には、東京都世田谷文学館「岡崎京子展 『戦場のガールズ・ライフ』」（最終日）にて、当展示の延長表現としてライブを行った。演奏10曲と朗読2本（計約70分間）。岡崎の家族・知人・関係者と、当日館内アナウンスで集まった聴衆の約400人が立ち会った。一般向けの事前予告の無いサプライズ演出。ライブの様子を録画した映像は岡崎京子へ届けられたという。
2016年1月19日午後に全国の街角・飲食店・書店などで「魔法的」と翌日20日15時の日時と場所を記した謎のポスターが掲示された。翌20日、ポスターで指定されていた東京・渋谷CLUB QUATTROのイベントに小沢本人が登壇し、全国ツアー『魔法的 Gターr ベasス Dラms キーeyズ』（14公演）の開催や新曲名が「飛行する君と僕のために」であることの発表、朗読3本、ツアーグッズの販売を行った。同年5月25日から6月27日にかけて全国ツアー「魔法的 Gターr ベasス Dラms キーeyズ」が行われた。
『笑っていいとも!』出演から3年後の2017年2月22日には『春にして君を思う』以来19年ぶり、21世紀になってからは初となるシングル『流動体について』を発売した。そして2月24日には『ミュージックステーション』（テレビ朝日）に20年ぶりに出演し「ぼくらが旅に出る理由」と「流動体について」を披露し本格的に音楽活動を再開した。9月6日にSEKAI NO OWARIと共演したシングル『フクロウの声が聞こえる』を発売した。
2018年2月14日にシングル『アルペジオ (きっと魔法のトンネルの先)』を発売し、コンサートツアー「春の空気に虹をかけ」を開催。メンバーとして満島ひかりが参加した。
2019年4月4日に「強い気持ち・強い愛」の7分に及ぶロングミックスバージョン「強い気持ち・強い愛 (1995 DAT Mix)」を配信限定で発売。11月13日に前作より13年ぶりとなるアルバム『So kakkoii 宇宙』をリリース。

## 人物

### 音楽性
歌詞作りについて、2022年の自身のSNSで「自分が住んでいて大学に行ったり遊んだりして、目の前にあった渋谷区や目黒区や港区に、ニューヨークのダウンタウンの光景をよく歌詞にしてきた一方で、多摩川、南アルプス、江ノ島、九十九里浜という遠い時間と空間にあることも歌詞にしてきた。」と語っている。

### 家族・親族
父方の小澤家からは文化人が、母方の下河辺家からは経済人が輩出している。家族親族には父方・母方ともに著名人が多い。
父はドイツ文学者・昔話研究家の小澤俊夫。父方の親族は、祖父に戦前の民族主義者・小澤開作、伯父に彫刻家の小澤克己、叔父に世界的な指揮者の小澤征爾、俳優の小澤幹雄、従弟に俳優の小澤征悦、従妹に作家の小澤征良らがいる。
母は心理学者の小沢牧子（旧姓・下河辺）。母方の親族は、曽祖父に日本鉱業（現：ENEOS）元社長の下河辺建二、祖父に下河辺牧場の創業者である下河辺孫一、叔父に下河辺牧場代表の下河辺俊行、大叔父に下河辺三史、下河辺三史の三男に音楽プロデューサーの下河辺晴三がいる。なお、下河辺三史の妻は内閣総理大臣（第47代）芦田均の長女なので、小澤家は下河辺家を通じて芦田家と姻戚関係に当たる。
2010年6月18日発売の写真週刊誌『フライデー』は、小沢がアメリカ人写真家のエリザベス・コール（elizabeth coll）と前年末に結婚していたと報道した。2012年12月25日、公式サイトでエリザベスの妊娠を発表した。2013年6月に長男・凛音（りおん）が、2016年10月に次男・天縫（あまぬ）が誕生している。

## ディスコグラフィ
※「最高位」は、オリコンウィークリーランキングでの順位。

### シングル

#### CDシングル
| 枚   | 発売日         | タイトル                                                                    | 最高位 | 初収録アルバム                       |
| ---- | -------------- | --------------------------------------------------------------------------- | ------ | ------------------------------------ |
| 1st  | 1993年7月21日  | 天気読み                                                                    | 17位   | 犬は吠えるがキャラバンは進む（dogs） |
| 2nd  | 1993年12月1日  | 暗闇から手を伸ばせ                                                          | 66位   | 犬は吠えるがキャラバンは進む（dogs） |
| 3rd  | 1994年3月9日   | 今夜はブギー・バック (nice vocal) （小沢健二 featuring スチャダラパー）     | 15位   | LIFE                                 |
| 4th  | 1994年7月20日  | 愛し愛されて生きるのさ/東京恋愛専科・または恋は言ってみりゃボディー・ブロー | 12位   | LIFE                                 |
| 5th  | 1994年11月23日 | ラブリー                                                                    | 19位   | LIFE                                 |
| 6th  | 1995年1月1日   | カローラIIにのって                                                          | 2位    | アルバム未収録                       |
| 7th  | 1995年2月28日  | 強い気持ち・強い愛／それはちょっと                                          | 4位    | 刹那                                 |
| 8th  | 1995年3月29日  | ドアをノックするのは誰だ?                                                   | 10位   | LIFE                                 |
| 9th  | 1995年5月17日  | 戦場のボーイズ・ライフ                                                      | 8位    | アルバム未収録                       |
| 10th | 1995年11月8日  | さよならなんて云えないよ                                                    | 14位   | 刹那                                 |
| 11th | 1995年12月20日 | 痛快ウキウキ通り                                                            | 4位    | 刹那                                 |
| 12th | 1996年5月16日  | ぼくらが旅に出る理由 (Single Edit)                                          | 18位   | アルバム未収録                       |
| 13th | 1996年9月30日  | 大人になれば                                                                | 7位    | 球体の奏でる音楽                     |
| 14th | 1996年11月29日 | 夢が夢なら                                                                  | 28位   | 刹那                                 |
| 15th | 1997年7月16日  | Buddy／恋しくて                                                             | 12位   | アルバム未収録                       |
| 16th | 1997年9月18日  | 指さえも／ダイスを転がせ                                                    | 12位   | アルバム未収録                       |
| 17th | 1997年12月10日 | ある光                                                                      | 21位   | アルバム未収録                       |
| 18th | 1998年1月28日  | 春にして君を想う                                                            | 34位   | アルバム未収録                       |
| 19th | 2017年2月22日  | 流動体について                                                              | 2位    | So kakkoii 宇宙                      |
| 20th | 2017年9月6日   | フクロウの声が聞こえる （小沢健二とSEKAI NO OWARI）                         | 6位    | So kakkoii 宇宙                      |
| 21st | 2018年2月14日  | アルペジオ (きっと魔法のトンネルの先)                                       | 15位   | So kakkoii 宇宙                      |
| 22nd | 2021年12月22日 | 飛行する君と僕のために／運命、というかUFOに (ドゥイ、ドゥイ)                | 16位   | アルバム未収録                       |
| 23rd | 2024年4月24日  | ぶぎ・ばく・べいびー （小沢健二とスチャダラパー）                           | 14位   | アルバム未収録                       |

#### 配信限定シングル
| 発売日         | タイトル                          | 初収録アルバム  |
| -------------- | --------------------------------- | --------------- |
| 2010年7月6日   | シッカショ節                      | 我ら、時 通常版 |
| 2019年4月4日   | 強い気持ち・強い愛 (1995 DAT Mix) | アルバム未収録  |
| 2019年10月11日 | 彗星                              | So kakkoii 宇宙 |
| 2021年3月9日   | ウルトラマン・ゼンブ              | アルバム未収録  |
| 2021年4月21日  | エル・フエゴ (ザ・炎)             | アルバム未収録  |
| 2021年5月26日  | 泣いちゃう                        | アルバム未収録  |
| 2022年12月21日 | ラブリー (Remaster Short Edit)    | アルバム未収録  |
| 2023年6月20日  | 春にして君を想う (2023 Remaster)  | アルバム未収録  |
| 2025年6月18日  | 演歌がいいから                    | アルバム未収録  |

### アルバム

#### オリジナル・アルバム
| 枚  | 発売日         | タイトル                              | 最高位 |
| --- | -------------- | ------------------------------------- | ------ |
| 1st | 1993年9月29日  | 犬は吠えるがキャラバンは進む          | 9位    |
| 2nd | 1994年8月31日  | LIFE                                  | 5位    |
| 3rd | 1996年10月16日 | 球体の奏でる音楽                      | 1位    |
| 4th | 2002年2月27日  | Eclectic                              | 7位    |
| 5th | 2006年3月8日   | Ecology of Everyday Life 毎日の環境学 | 35位   |
| 6th | 2019年11月13日 | So kakkoii 宇宙                       | 3位    |

#### ベスト・アルバム
| 枚  | 発売日         | タイトル | 最高位 |
| --- | -------------- | -------- | ------ |
| 1st | 2003年12月27日 | 刹那     | 29位   |

#### ライブ・アルバム
| 枚  | 発売日        | タイトル        | 最高位 |
| --- | ------------- | --------------- | ------ |
| 1st | 2014年3月19日 | 我ら、時 通常版 | 20位   |

#### 配信限定EP
| 枚  | 発売日        | タイトル             | 最高位 |
| --- | ------------- | -------------------- | ------ |
| 1st | 2024年1月12日 | 東大900番講堂講義 ep | -      |

### 参加作品
| 発売日        | タイトル                          | アーティスト                      | 収録曲                                                              | 備考                                                                  |
| ------------- | --------------------------------- | --------------------------------- | ------------------------------------------------------------------- | --------------------------------------------------------------------- |
| 1994年3月9日  | 今夜はブギー・バック (smooth rap) | スチャダラパー featuring 小沢健二 | 1.今夜はブギー・バック (smooth rap)                                 | ボーカルで参加。『今夜はブギー・バック (nice vocal)』と同時リリース。 |
| 1995年6月1日  | グランプリ                        | 東京スカパラダイスオーケストラ    | 2.しらけちまうぜ / 小坂忠                                           | ボーカルで参加。                                                      |
| 1999年7月28日 | Marvin is 60（日本盤）            | V.A.                              | 14. Got To Give It Up / Kenji Ozawa featuring Zhané and Marvin Gaye | マーヴィン・ゲイのトリビュート・アルバム（日本盤のみに収録）。        |

### 未発表・音源化曲
| タイトル                                 | 備考 |
| ---------------------------------------- | --- |
| 甘夏組曲                                 | 1996年に行われたライブ『レビュー'96』において初披露された楽曲。「ダイヤモンド組曲」と共にリリースされるはずだったが、お蔵入りとなった。なお、「ダイヤモンド組曲」は、「夢が夢なら」に改題されてリリースされた。 |
| 光る河 光る海                            | 1996年に行われたライブ『レビュー'96』において初披露された楽曲。同年3月30日に行われた公演のアンコールの1曲目に演奏されたが、「甘夏組曲」同様スタジオ録音は残されていない。                                       |
| オナラで月まで行けたらいいな             | フジテレビ系『ポンキッキーズ』に出演した際に即興で制作した楽曲。 |
| 恋しくて (ビートニクヴァージョン)        | J-WAVEの番組で発表され、プロモーション用として少数だけ制作された。 |
| 『おしゃれ工房』のテーマ                 | 1993年に放送が開始されたNHK『おしゃれ工房』のテーマ曲。 |
| 東京の街が奏でる                         | 2012年のコンサート『東京の街が奏でる』で披露された楽曲。 |
| 涙は透明な血なのか? (サメが来ないうちに) | 2016年のライブツアー『魔法的』で披露された楽曲。 |
| 超越者たち                               | 2016年のライブツアー『魔法的』で披露された楽曲。 |
| その時、愛                               | 2016年のライブツアー『魔法的』で披露された楽曲。 |
| キツネを追ってゆくんだよ                 | 2020年の配信イベント『キツネを追ってゆくんだよ』テーマ曲。 |
| 台所は毎日の巡礼                         | 2024年のライブツアー『Monochromatique』で披露された楽曲。 |
| 魔法がかかる夜、大阪にいる               | 2024年のライブツアー『Monochromatique』で披露された楽曲。 |
| 輝夜神楽 (巨大な哀しみの時代に)          | 2024年のライブツアー『Monochromatique』で披露された楽曲。 |

### 楽曲提供
- 渡辺満里奈
  - バースデイ ボーイ（c/w「夜と日時計」）（1992年5月21日）- 表題曲、カップリング共に小沢健二の作。フリッパーズ・ギター解散の翌年、ソロデビュー前の仕事である。なお、カップリングの「夜と日時計」は、シングル『暗闇から手を伸ばせ』のカップリングとしてセルフカバーされた。

### 映像作品
- ザ・ファースト・ワルツ（1993年10月6日）
  - 1993年6月19日に日比谷野外音楽堂にて行われたライブから編集された映像作品（VHS）
- CITY COUNTRY CITY（1994年9月21日）
- VILLAGE "the video"（1995年9月20日）
- 超LIFE（2014年12月17日、完全限定生産盤）
- キツネを追ってゆくんだよ（2021年3月31日) 完全生産限定盤
  - 2020年11月24日に配信(ZAIKOにて有料生配信)されたプログラムの再編集版作品

### 連載・著書
- DOOWUTCHYALiKE（マガジンハウス『Olive』No.283 - 358にて連載、全75回）
  - 1994年9月 - 97年12月にかけて連載されたエッセイ。タイトルの読みは、初期は「ドゥーワチャライク」、後期は「ドゥワッチャライク」[34]。
  - マガジンハウス『GINZA』2015年4月号の付録「おとなのオリーブ」に、約17年3ヶ月ぶりの新作[34]となる第4714回「2199年のドゥワッチャライク」が掲載された。
  - 2012年発売の作品集『我ら、時』に、単行本『ドゥワッチャライク 1994-1997』（34篇を「精選」[35]したもの）が封入されている。
- うさぎ！（小澤昔ばなし研究所発行『子どもと昔話』（季刊）にて連載）
  - 『子どもと昔話』第25号（2005年10月20日発行[36]）より連載開始[37]。『子どもと昔話』第72号（2017年7月20日発行[38]）以降は、「筆者が目下音楽活動で多忙のため、しばらく休載」[39]となっている[注 6]。
  - 文化出版局『装苑』2012年8月号に番外編が掲載された。
  - 2010年の全国ツアーにて、第1話 - 18話を収録した『うさぎ！ 沼の原篇』（3分冊のボックスセット）を販売。続刊『うさぎ！ 2010-2011』は2012年発売の作品集『我ら、時』に封入。以降の回の一部は、『魔法的モノローグ台本+4+2』『春空虹之書』に収録。
  - 第24話は公式サイトにて全編公開されている[40]。
- 企業的な社会、セラピー的な社会（2007年）
  - 「うさぎ！」の番外編。初出は社会臨床学会の学会誌『社会臨床学会雑誌 第14巻第3号』（2007年3月11日発行[41]）。単行本は、京都・ガケ書房とライブ会場で限定販売。
- 魔法的モノローグ台本+4+2（2016年）ドアノック・ミュージック
  - ライブ会場限定販売。2016年1月20日の『魔法的』ツアー発表イベントで朗読されたモノローグ3本に加えて、「うさぎ！」の単行本未収録回が収められた書籍。
- 春空虹之書[42]（2018年）ドアノック・ミュージック
  - ライブ会場限定販売。「FUJI ROCK FESTIVAL 2017」、NHK総合『SONGS』、「言葉は都市を変えてゆく 小沢健二 美術館セット×2」出演時のモノローグや、「DIY3部作」と題された「うさぎ！」の単行本未収録回が収められた書籍。
- アイスクリームが溶けてしまう前に（家族のハロウィーンのための連作）（2017年9月10日）福音館書店 ISBN 978-4834083538
  - 「小沢健二と日米恐怖学会」[43]名義の絵本。自費出版ではない初の著書。

### 作品集
- 小沢健二作品集「我ら、時」（2012年3月21日）
  - 「東京の街が奏でる」コンサート会場および、それにともなう展覧会のポップアップショップ、パルコミュージアム＆アートオンラインショップでのみ販売。3枚組の2010年コンサート音源、エッセイ「ドゥワッチャライク1994-1997」、「うさぎ！2010-2011」、白蝶貝ボタン12個、公式サイトデザインのミニ巻物、写真兼歌詞カード27枚、紙製写真立て7脚が梱包されている[35][44]。

## 公演

### 音楽フェスティバル他
| 年     | ツアータイトル                              | 会場                                  | 備考 |
| ------ | ------------------------------------------- | ------------------------------------- | --- |
| 1997年 | THE PARTY PARTY '97 "THE EVOLUTION OF JAZZ" | 1会場1公演 8月24日 富士見高原スキー場 | 1997年8月23日・24日、長野県で開催されたジャズ・フェスティバルの24日の公演に、渋谷毅オーケストラをバックバンドに従え出演した。 |
| 2017年 | FUJI ROCK FESTIVAL 2017                     | 1会場1公演 7月30日 苗場スキー場       | 自身初のロックフェス出演。夕方の「魔法的」にスカパラホーンズ(GAMO、NARGO、北原雅彦)と沖祐市、一十三十一を加えたバンド編成・深夜の弾き語り中心(ゲストとして前述のスカパラホーンズ3名、ドラムス白根佳尚が数曲に参加)の2ステージ。1回目のステージには前日の出演者であるスチャダラパーがゲスト出演。 |

## タイアップ
| 使用年 | 曲名                                  | タイアップ                                                                          |
| ------ | ------------------------------------- | ----------------------------------------------------------------------------------- |
| 1994年 | 今夜はブギー・バック (nice vocal)     | 池袋「P'PARCO」キャンペーンCMソング                                                 |
| 1994年 | 今夜はブギー・バック (nice vocal)     | フジテレビ系列『タモリのスーパーボキャブラ天国』エンディングテーマ                  |
| 1994年 | ラブリー                              | 資生堂「ヘアエッセンスシャンプー」CMソング                                          |
| 1995年 | カローラIIにのって                    | トヨタ「カローラII」CMソング                                                        |
| 1995年 | それはちょっと                        | TBS系ドラマ『部屋においでよ』主題歌                                                 |
| 1995年 | 戦場のボーイズ・ライフ                | フジテレビ系『HEY!HEY!HEY! MUSIC CHAMP』エンディングテーマ                          |
| 1995年 | さよならなんて云えないよ              | 森永製菓「DARS」CMソング                                                            |
| 1995年 | 痛快ウキウキ通り                      | TBS系『COUNT DOWN TV』オープニングテーマ                                            |
| 1996年 | ぼくらが旅に出る理由                  | フジテレビ系ドラマ『将太の寿司』主題歌                                              |
| 1996年 | 大人になれば                          | 大関「ワンカップ大関」CMソング                                                      |
| 1999年 | ぼくらが旅に出る理由                  | JR西日本『にっぽんさんぽ／新九州交響旅・長崎』CMソング                              |
| 2004年 | 愛し愛されて生きるのさ                | カゴメ「野菜生活Soft」CMソング                                                      |
| 2005年 | ラブリー                              | 日本テレビ『落下女』オープニングテーマ                                              |
| 2016年 | 強い気持ち・強い愛                    | フジテレビ系『FNS27時間テレビフェスティバル!』（『FNS27時間テレビ30』）テーマソング |
| 2017年 | ぼくらが旅に出る理由                  | ANA 「2017年 夏の旅割」編「2017年 年末年始の旅割」編 CMソング                       |
| 2018年 | アルペジオ (きっと魔法のトンネルの先) | キノフィルムズ / 木下グループ配給映画『リバーズ・エッジ』主題歌                     |
| 2018年 | ぼくらが旅に出る理由                  | ANA「2018年 夏の旅割」編 CMソング                                                   |
| 2018年 | 強い気持ち・強い愛                    | 東宝配給映画『SUNNY 強い気持ち・強い愛』劇中歌                                      |
| 2019年 | 強い気持ち・強い愛 (1995 DAT Mix)     | サントリー「金麦」CMソング                                                          |
| 2021年 | エル・フエゴ (ザ・炎)                 | テレビ東京系ドラマ『珈琲いかがでしょう』オープニングテーマ                          |
| 2023年 | 春にして君を想う                      | パルコ配給映画『アイスクリームフィーバー』エンディングテーマ                        |
| 2024年 | ぶぎ・ばく・べいびー                  | J-WAVE「PLAY IT BACK、BOOGIE BACK!」キャンペーンソング                              |
| 2024年 | ぼくらが旅に出る理由                  | NHK『ブラタモリ』オープニングテーマ                                                 |
| 2024年 | さよならなんて云えないよ              | NHK『ブラタモリ」エンディングテーマ                                                 |
| 2025年 | ぼくらが旅に出る理由                  | NHK『ブラタモリ』オープニングテーマ                                                 |

## 出演

### NHK紅白歌合戦出場歴
| 年度/放送回   | 回 | 曲目         |
| ------------- | -- | ------------ |
| 1995年/第46回 | 初 | ラブリー     |
| 1996年/第47回 | 2  | 大人になれば |

### ラジオ番組
- 小沢健二とスチャダラパーのオールナイトニッポン（1994年、ニッポン放送）
- A RADIOSHOW NAMED "SATURDAY"（1997年、J-WAVE）- 自身がパーソナリティーを務めたラジオ番組。スチャダラパーの3人や川辺ヒロシが度々ゲストとして登場していた。

### ネット番組
- Tokyo, Music & Us 2017-2018 (Apple Music)

小沢健二がゲストとともに東京という都市を巡り、対談や朗読、セッションをするという趣旨の番組で、Apple Musicとしては日本初のオリジナルコンテンツ。
| 配信回 | 配信日         | 対談相手   | 演奏曲                      |
| ------ | -------------- | ---------- | --------------------------- |
| 1      | 2017年12月8日  | 満島ひかり | ラブリー                    |
| 2      | 2018年2月2日   | 峯田和伸   | ある光                      |
| 3      | 2018年10月10日 | 三浦大知   | シナモン（都市と家庭） 麝香 |

### CM
- JR東日本・房総バケーション（房総ビューエクスプレス）（1993年）- CMで歌っていた曲は未発売。
- P'PARCO（1994年）
- 森永・ダース（1995年）[88]
- 大関・ワンカップ大関（寒い冬編、さんま、正月）（1996年）

### 活動
- 「おばさんたちが案内する未来の世界」を見る集い（2007年 - ）
  - 小沢とエリザベス・コールが主催。日本各地でベネズエラなど南米の国々を題材としたドキュメンタリー映画を上映し、その内容について観客各々の意見や感想を述べる集会。

### 他アーティストのコンサート
- スチャダラパー「スチャダラ2010〜オールスター感謝祭〜」（2010年5月9日）
- 東京スカパラダイスオーケストラ「トーキョーナイトクルージング」（2012年9月30日）
- スチャダラパー「新木場ジャンボリー」（2012年10月13日）
- 真城めぐみ「MASHIROCK FESTIVAL 2013」（2013年9月29日）